# Stephan Ertner

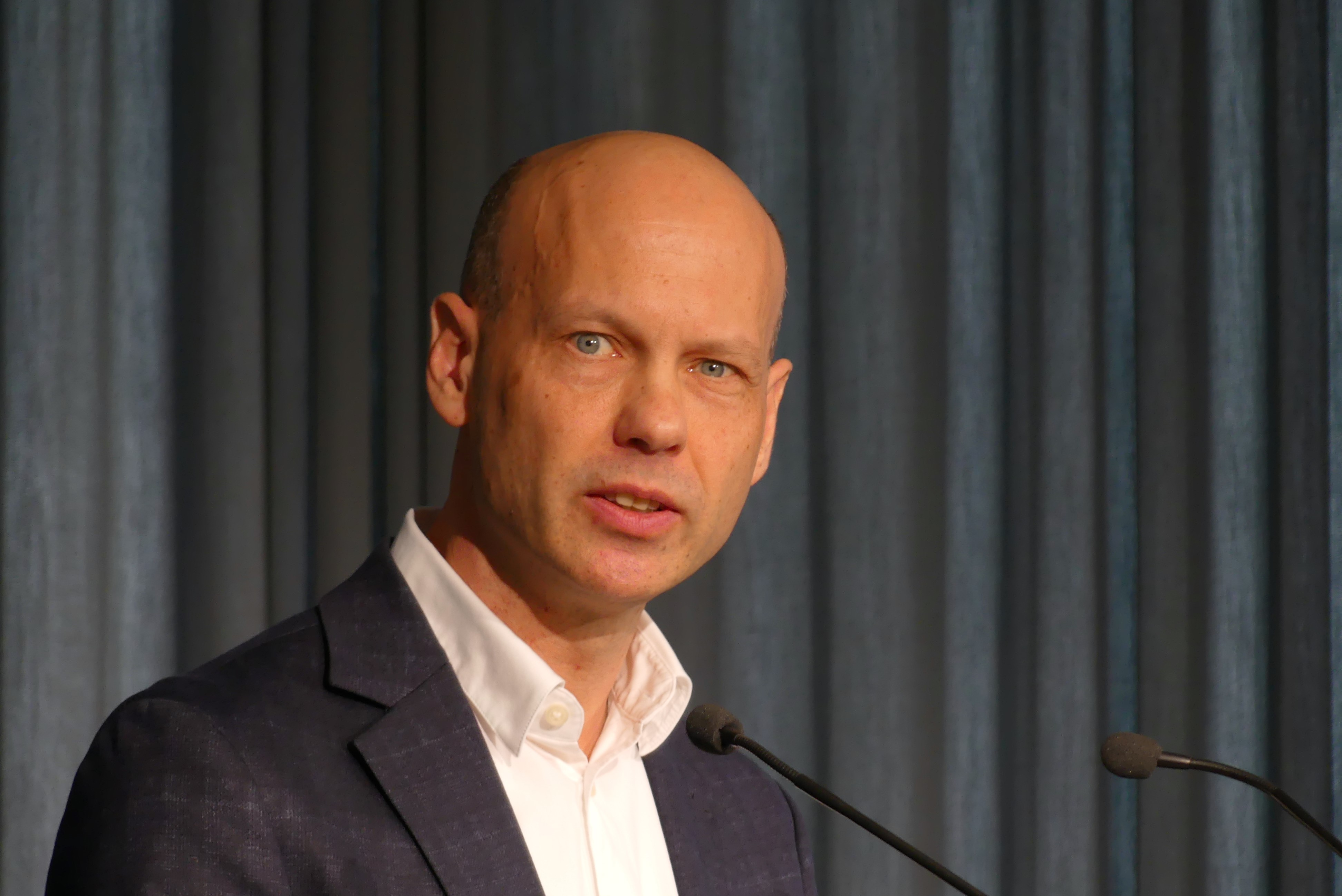
Stephan Ertner 2025

Stephan Ertner (* 11. Februar 1974 in Neuss) ist ein deutscher Ministerialbeamter. Er war von 2024 bis 2025 Staatssekretär im Bundesministerium für Bildung und Forschung.

## Leben

### Ausbildung
Ertner studierte Soziologie, Politikwissenschaft und Volkswirtschaftslehre in Frankfurt am Main und Marburg und schloss dieses als Diplom-Soziologe ab. Er war 1996/1997 zum Auslandsstudium an der University of Edinburgh in Schottland. Zudem absolvierte er von 2005 bis 2007 berufsbegleitende Masterstudium Science Communication and Marketing an der Technischen Universität Berlin.

### Laufbahn
Ertner arbeitete von 2001 bis 2011 für die Heinrich-Böll-Stiftung, unter anderem Referent für Bildung und Wissenschaft. Anschließend war er von 2011 bis 2016 zunächst als Grundsatzreferent und dann als Referent für Strategische Planung und stellvertretender Leiter der Zentralstelle unter Ministerin Theresia Bauer (Bündnis 90/Die Grünen) im Ministerium für Wissenschaft, Forschung und Kunst Baden-Württemberg tätig. 
Sodann war er unter Ministerpräsident Winfried Kretschmann (Bündnis 90/Die Grünen) von 2016 bis 2019 Referatsleiter für Regierungsplanung und Landtagsangelegenheiten und von 2019 bis 2023 zunächst Abteilungsleiter für Finanzpolitik und Haushalt, Personal, Organisation, Innenpolitik, Verkehrspolitik, Justiz und Recht, Normenkontrollrat und danach Abteilungsleiter für Ressortkoordination, Wirtschaftsministerium, Sozialministerium, Verkehrsministerium, Ministerium für Ländlichen Raum, Umweltministerium, Ministerium für Landesentwicklung und Wohnen, Strategiedialoge und InnoLab BW im Staatsministerium Baden-Württemberg. Von 2023 bis 2024 Dienststellenleiter der Vertretung des Landes Baden-Württemberg beim Bund in Berlin.
Im November 2024 wurde Ertner unter Bundesminister Cem Özdemir (Bündnis 90/Die Grünen) zum Staatssekretär im Bundesministerium für Bildung und Forschung ernannt. Im Zuge der Bildung des Kabinetts Merz schied er im Mai 2025 aus dem Amt aus.